# DR Koncerthuset
DR Koncerthuset, også kendt som Koncerthuset i DR Byen eller Segment 4, er et koncerthus i DR Byen i Ørestaden på Amager. Det er Jean Nouvel og hans tegnestue, der står bag designet. Huset, der er på 26.000 m² fordelt på 7 planer, har omkring 200 rum og fire sale.
Koncertsalen er koncerthusets største rum med 1800 publikumspladser placeret på forskudte terrasser hele vejen rundt om orkestreret. Koncertsalen rummer også et orgel med 91 registre, 118 kor og cirka 6000 piber bygget af hollandske Jan L. van den Heuvel – Orgelbouw bv.
De tre andre sale ("Studie 2", "Studie 3" og "Studie 4") kan bruges både som prøvesale, studier og koncertsale, men har ikke faste publikumspladser.
Huset rummer desuden en række lokaler til diskoteket, P2 og DR-ensemblerne.
DR Koncerthuset har på ydresiden en koboltblå skærm der, når det er mørkt, kan virke som et lærred med billedprojektioner på.
DR Koncerthuset blev væsentligt dyrere end projekteret, hvilket medvirkede til den store overskridelse af DR Byens byggebudget. I alt kom koncertsalen til at koste 1,4 milliarder kroner, hvilket var 250 % mere end der oprindeligt var budgetteret med. Ifølge DR Nyheder kostede DR Koncerthuset 500 DR-medarbejdere jobbet og en overskridelse på 1,6 milliarder.
Som et kuriosum kan det nævnes, at den første transmission fra koncertsalen foregik i programmet den 11. time på DR2 den 14. februar 2007, længe før huset er færdigbygget. Huset skulle oprindeligt havde været åbnet netop i februar 2007. Det var cellisten Samira Dayyani der opførte Johann Sebastian Bachs cellosuite nr 2, 1. sats. Desuden fremførte et mandskor bestående af koncertsalens bygningsarbejdere sangen Kringsat Af Fjender.
DR Koncerthuset åbnede den 17. januar 2009, næsten to år forsinket, med en gallakoncert i Koncertsalen. Solister ved gallakoncerten var Martin Fröst, Morten Frank Larsen, Håkan Hardenberger, Andreas Brantelid og Measha Bruggergosman. Koncerten begyndte med en uropførelse af Andy Papes L'anima della musica og sluttede med Maurice Ravels Boléro spillet af DR SymfoniOrkestret dirigeret af Thomas Dausgaard.
Den 17. Februar 2024 var koncertsalen vært for Dansk Melodi Grand Prix 2024 og ugen efter den 24. Februar for børnenes Melodi Grand Prix 2024.
DR Koncerthuset rummer i dag 5 fem forskelige kor, DR Spirekoret, DR Børnekoret, DR Juniorkoret (de tre hedder i dag DR Korskolen) DR Pigekoret, DR Koncertkoret.